# Carex yunlingensis
Espèce
Classification phylogénétique
Carex yunlingensis est une espèce de plantes du genre Carex et de la famille des Cyperaceae.